# John Aloysius Ward
John Aloysius Ward OFMCap (* 24. Januar 1929 in Doncaster bei Leeds, England; † 27. März 2007 in Wales) war ein englischer Ordensgeistlicher und römisch-katholischer Erzbischof von Cardiff.

## Leben
John Aloysius Ward trat am 7. Dezember 1945 der Ordensgemeinschaft der Kapuziner bei, legte am 25. Dezember 1950 ewige Profess ab und empfing am 7. Juni 1953 die Priesterweihe. In den Jahren 1970 bis 1980 war er Generaldefinitor des Kapuzinerordens.
Am 25. Juli 1980 wurde er von Papst Johannes Paul II. zum Koadjutorbischof des Bistums Menevia in Wales ernannt. Die Bischofsweihe spendete ihm der Bischof von Menevia, Langton Douglas Fox, am 1. Oktober desselben Jahres; Mitkonsekratoren waren John Aloysius Murphy, Erzbischof von Cardiff, und Daniel Joseph Mullins, Weihbischof in Cardiff. Mit dem Rücktritt von Langton Douglas Fox am 5. Februar 1981 folgte er diesem als Bischof von Menevia nach.
Am 25. März 1983 ernannte ihn Papst Johannes Paul II. als Nachfolger von John Aloysius Murphy zum Erzbischof von Cardiff. Am 26. Oktober 2001 nahm Papst Johannes Paul II. seinen Rücktritt an, zu dem ihn der Papst zuvor aufgefordert hatte. Er hatte zwei pädokriminelle Priester gedeckt.